# Puchar Europy Mistrzów Klubowych w piłce siatkowej (1994/1995)
Puchar Europy Mistrzów Krajowych 1994/1995 (oficjalna nazwa: European Champion Clubs' Cup 1994/1995) - 36. sezon Pucharu Europy Mistrzów Krajowych rozgrywanego od 1959 roku, organizowanego przez Europejską Konfederację Piłki Siatkowej (CEV) w ramach europejskich pucharów dla 32 męskich klubowych zespołów siatkarskich "starego kontynentu".
Puchar Europy Mistrzów Krajowych był najważniejszym turniejem klubowym w tym sezonie.

## System rozgrywek
- W czterech rundach fazy głównej drużyny rozgrywały ze sobą dwumecz, z którego lepsza awansowała dalej. O awansie decydowały kolejno: liczba wygranych meczów, liczba wygranych setów, liczba zdobytych małych punktów.
- Do turnieju finałowego awansowały 4 zespoły. W ramach turnieju finałowego rozegrane zostały półfinały, mecz o 3. miejsce i finał.

## Drużyny uczestniczące
| Państwo                       | Drużyny                    |
| Drużyny grające od I rundy    | Drużyny grające od I rundy |
| ----------------------------- | -------------------------- |
| Albania                       | Tirana                     |
| Bułgaria                      | CSKA Sofia                 |
| Chorwacja                     | HAOK Mladost Zagrzeb       |
| Czechy                        | Aero Odolena Voda          |
| Finlandia                     | Telecom Finland Kuopio     |
| Hiszpania                     | CS Gran Canaria            |
| Holandia                      | Piet Zoomers/D Apeldoorn   |
| Izrael                        | Hapoel Matte-Aszer Akka    |
| Luksemburg                    | VC Strassen                |
| Łotwa                         | Vildoga/Murjāņi Ryga       |
| Polska                        | AZS Częstochowa            |
| Rumunia                       | Dinamo Bukareszt           |
| Słowenia                      | Salonit Anhovo Kanal       |
| Szkocja                       | City of Glasgow Ragazzi    |
| Ukraina                       | Łokomotyw Charków          |
| Węgry                         | Kaposvári SC               |
| Drużyny grające od II rundy   |                            |
| Białoruś                      | Sputnik Witebsk            |
| Bośnia i Hercegowina          | OK Bosna Sarajewo          |
| Dania                         | Holte IF                   |
| Litwa                         | Lamaringas Wilno           |
| Portugalia                    | Sporting CP                |
| Rosja                         | CSKA Moskwa                |
| Słowacja                      | VKP Bratislava             |
| Szwajcaria                    | Lausanne UC                |
| Drużyny grające od 1/8 finału |                            |
| Austria                       | Donaukraft Wiedeń          |
| Belgia                        | Maes Pils Zellik           |
| Francja                       | AS Cannes                  |
| Grecja                        | Olympiakos SFP             |
| Niemcy                        | Bayer Wuppertal            |
| Turcja                        | Halkbank                   |
| Włochy                        | Edilcuoghi Rawenna         |
| Włochy                        | Sisley Treviso             |

## I runda
| Data       | Drużyna 1                | Wynik | Drużyna 2                | Sety                            |
| ---------- | ------------------------ | ----- | ------------------------ | ------------------------------- |
| 05.11.1994 | Piet Zoomers/D Apeldoorn | 1:3   | Telecom Finland Kuopio   | 15:6, 14:16, 6:15, 5:15         |
| 12.11.1994 | Telecom Finland Kuopio   | 3:2   | Piet Zoomers/D Apeldoorn | 6:15, 15:4, 16:17, 15:2, 18:16  |
|            |                          |       |                          |                                 |
| 05.11.1994 | CSKA Sofia               | 1:3   | Vildoga/Murjāņi Ryga     | 15:7, 14:16, 3:15, 4:15         |
| 12.11.1994 | Vildoga/Murjāņi Ryga     | 3:0   | CSKA Sofia               | 15:3, 16:14, 15:6               |
|            |                          |       |                          |                                 |
| 05.11.1994 | VC Strassen              | 0:3   | Kaposvári SC             | 16:17, 5:15, 5:15               |
| 12.11.1994 | Kaposvári SC             | 3:0   | VC Strassen              | 15:5, 15:4, 15:7                |
|            |                          |       |                          |                                 |
| 05.11.1994 | Salonit Anhovo Kanal     | 3:0   | City of Glasgow Ragazzi  | 15:5, 15:5, 15:9                |
| 12.11.1994 | City of Glasgow Ragazzi  | 0:3   | Salonit Anhovo Kanal     | 11:15, 10:15, 5:15              |
|            |                          |       |                          |                                 |
| 12.11.1994 | Hapoel Matte Aszer       | 3:0   | HAOK Mladost Zagrzeb     | 15:6, 15:5, 15:6                |
| 13.11.1994 | HAOK Mladost Zagrzeb     | 2:3   | Hapoel Matte Aszer       | 4:15, 5:15, 17:15, 15:9, 15:17  |
|            |                          |       |                          |                                 |
| 05.11.1994 | AZS Częstochowa          | 3:0   | Aero Odolena Voda        | 15:9, 15:7, 15:4                |
| 12.11.1994 | Aero Odolena Voda        | 3:2   | AZS Częstochowa          | 15:12, 6:15, 15:12, 8:15, 15:12 |
|            |                          |       |                          |                                 |
| 05.11.1994 | Dinamo Bukareszt         | 3:1   | CS Gran Canaria          | 16:14, 8:15, 15:11, 15:9        |
| 12.11.1994 | CS Gran Canaria          | 3:0   | Dinamo Bukareszt         | 15:10, 15:2, 15:11              |
|            |                          |       |                          |                                 |
| 11.11.1994 | Tirana                   | 0:3   | Łokomotyw Charków        | 5:15, 4:15, 6:15                |
| 12.11.1994 | Łokomotyw Charków        | 3:0   | Tirana                   | 15:4, 15:0, 15:0                |

## II runda
| Data       | Drużyna 1              | Wynik | Drużyna 2              | Sety                             |
| ---------- | ---------------------- | ----- | ---------------------- | -------------------------------- |
| 03.12.1994 | Holte IF               | 3:1   | Lamaringas Wilno       | 15:8, 15:4, 13:15, 15:4          |
| 04.12.1994 | Lamaringas Wilno       | 1:3   | Holte IF               | 6:15, 16:14, 12:15, 10:15        |
|            |                        |       |                        |                                  |
| 03.12.1994 | Telecom Finland Kuopio | 3:1   | Vildoga/Murjāņi Ryga   | 15:5, 15:12, 10:15, 15:12        |
| 10.12.1994 | Vildoga/Murjāņi Ryga   | 3:1   | Telecom Finland Kuopio | 15:8, 8:15, 15:9, 15:12          |
|            |                        |       |                        |                                  |
| 04.12.1994 | VKP Bratislava         | 3:0   | Kaposvári SC           | 15:6, 15:9, 15:9                 |
| 10.12.1994 | Kaposvári SC           | 2:3   | VKP Bratislava         | 15:17, 16:14, 15:4, 7:15, 13:15  |
|            |                        |       |                        |                                  |
| 03.12.1994 | Salonit Anhovo Kanal   | 0:3   | Lausanne UC            | 8:15, 13:15, 13:15               |
| 10.12.1994 | Lausanne UC            | 1:3   | Salonit Anhovo Kanal   | 15:11, 13:15, 8:15, 6:15         |
|            |                        |       |                        |                                  |
| 03.12.1994 | CSKA Moskwa            | 3:0   | Hapoel Matte Aszer     | 15:6, 15:5, 15:7                 |
| 10.12.1994 | Hapoel Matte Aszer     | 0:3   | CSKA Moskwa            | 8:15, 11:15, 10:15               |
|            |                        |       |                        |                                  |
| 03.12.1994 | Sporting CP            | 3:2   | AZS Częstochowa        | 15:9, 11:15, 10:15, 15:10, 15:13 |
| 10.12.1994 | AZS Częstochowa        | 3:1   | Sporting CP            | 15:5, 8:15, 15:11, 15:2          |
|            |                        |       |                        |                                  |
| 03.12.1994 | Sputnik Witebsk        | 3:0   | OK Bosna Sarajewo      | 15:3, 15:4, 15:4                 |
| 04.12.1994 | OK Bosna Sarajewo      | 0:3   | Sputnik Witebsk        | 7:15, 9:15, 4:15                 |
|            |                        |       |                        |                                  |
| 08.12.1994 | CS Gran Canaria        | 3:0   | Łokomotyw Charków      | 15:3, 15:5, 15:10                |
| 10.12.1994 | Łokomotyw Charków      | 0:3   | CS Gran Canaria        | 4:15, 10:15, 7:15                |

## 1/8 finału
| Data       | Drużyna 1              | Wynik | Drużyna 2              | Sety                              |
| ---------- | ---------------------- | ----- | ---------------------- | --------------------------------- |
| 11.01.1995 | Maes Pils Zellik       | 3:0   | AZS Częstochowa        | 15:4, 15:6, 15:13                 |
| 18.01.1995 | AZS Częstochowa        | 3:0   | Maes Pils Zellik       | 15:13, 15:5, 15:6                 |
|            |                        |       |                        |                                   |
| 11.01.1995 | Donaukraft Wiedeń      | 3:0   | Lausanne UC            | 15:11, 16:14, 15:12               |
| 18.01.1995 | Lausanne UC            | 1:3   | Donaukraft Wiedeń      | 12:15, 15:4, 11:15, 9:15          |
|            |                        |       |                        |                                   |
| 11.01.1995 | CSKA Moskwa            | 3:2   | Bayer Wuppertal        | 15:11, 13:15, 13:15, 15:13, 17:15 |
| 18.01.1995 | Bayer Wuppertal        | 1:3   | CSKA Moskwa            | 10:15, 15:10, 15:11, 15:3         |
|            |                        |       |                        |                                   |
| 11.01.1995 | Holte IF               | 0:3   | Sisley Treviso         | 6:15, 4:15, 2:15                  |
| 18.01.1995 | Sisley Treviso         | 3:0   | Holte IF               | 15:4, 15:7, 15:5                  |
|            |                        |       |                        |                                   |
| 17.01.1995 | Edilcuoghi Rawenna     | 3:0   | Sputnik Witebsk        | 15:3, 15:11, 15:4                 |
| 18.01.1995 | Sputnik Witebsk        | 1:3   | Edilcuoghi Rawenna     | 6:15, 5:15, 15:11, 5:15           |
|            |                        |       |                        |                                   |
| 10.01.1995 | AS Cannes              | 3:0   | Telecom Finland Kuopio | 15:7, 15:4, 15:12                 |
| 18.01.1995 | Telecom Finland Kuopio | 3:0   | AS Cannes              | 15:7, 15:7, 15:12                 |
|            |                        |       |                        |                                   |
| 11.01.1995 | VKP Bratislava         | 3:0   | Halkbank               | 15:10, 15:5, 15:10                |
| 18.01.1995 | Halkbank               | 3:0   | VKP Bratislava         | 15:5, 15:10, 15:1                 |
|            |                        |       |                        |                                   |
| 10.01.1995 | CS Gran Canaria        | 1:3   | Olympiakos SFP         | 10:15, 15:10, 12:15, 13:15        |
| 18.01.1995 | Olympiakos SFP         | 3:2   | CS Gran Canaria        | 15:9, 13:15, 14:16, 15:5, 15:13   |

## Ćwierćfinały
| Data       | Drużyna 1          | Wynik | Drużyna 2          | Sety                           |
| ---------- | ------------------ | ----- | ------------------ | ------------------------------ |
| 08.02.1995 | Maes Pils Zellik   | 3:0   | Donaukraft Wiedeń  | 15:6, 15:7, 15:9               |
| 15.02.1995 | Donaukraft Wiedeń  | 2:3   | Maes Pils Zellik   | 9:15, 4:15, 15:6, 15:10, 16:18 |
|            |                    |       |                    |                                |
| 09.02.1995 | Bayer Wuppertal    | 3:1   | Sisley Treviso     | 15:13, 9:15, 15:6, 15:9        |
| 15.02.1995 | Sisley Treviso     | 3:0   | Bayer Wuppertal    | 15:8, 15:4, 15:7               |
|            |                    |       |                    |                                |
| 08.02.1995 | Edilcuoghi Rawenna | 3:1   | AS Cannes          | 7:15, 15:7, 15:1, 17:15        |
| 15.02.1995 | AS Cannes          | 3:1   | Edilcuoghi Rawenna | 15:11, 15:11, 10:15, 15:9      |
|            |                    |       |                    |                                |
| 08.02.1995 | Halkbank           | 3:1   | Olympiakos SFP     | 7:15, 15:11, 15:11, 15:10      |
| 15.02.1995 | Olympiakos SFP     | 3:0   | Halkbank           | 15:13, 15:8, 15:8              |

## Final Four

### Półfinały
| Data       | Drużyna 1          | Wynik | Drużyna 2      | Sety                     |
| ---------- | ------------------ | ----- | -------------- | ------------------------ |
| 11.03.1995 | Maes Pils Zellik   | 0:3   | Sisley Treviso | 6:15, 7:15, 1:15         |
| 11.03.1995 | Edilcuoghi Rawenna | 3:1   | Olympiakos SFP | 15:11, 8:15, 15:11, 15:6 |

### Mecz o 3. miejsce
| Data       | Drużyna 1        | Wynik | Drużyna 2      | Sety                            |
| ---------- | ---------------- | ----- | -------------- | ------------------------------- |
| 12.03.1995 | Maes Pils Zellik | 2:3   | Olympiakos SFP | 10:15, 15:12, 3:15, 15:8, 11:15 |

### Finał
| Data       | Drużyna 1      | Wynik | Drużyna 2          | Sety              |
| ---------- | -------------- | ----- | ------------------ | ----------------- |
| 12.03.1995 | Sisley Treviso | 3:0   | Edilcuoghi Rawenna | 15:6, 15:4, 15:12 |

## Klasyfikacja końcowa
| Miejsce | Drużyna            |
| ------- | ------------------ |
| złoto   | Sisley Treviso     |
| srebro  | Edilcuoghi Rawenna |
| brąz    | Olympiakos SFP     |
| 4.      | Maes Pils Zellik   |